# Juliomyszak
Juliomyszak (Juliomys) – rodzaj ssaków z podrodziny bawełniaków (Sigmodontinae) w obrębie rodziny chomikowatych (Cricetidae).

## Zasięg występowania
Rodzaj obejmuje gatunki występujące w Ameryce Południowej.

## Morfologia
Długość ciała (bez ogona) 80–110 mm, długość ogona 82–121 mm, długość ucha 14–18 mm, długość tylnej stopy 18–22 mm; masa ciała 14–29 g.

## Systematyka
Rodzaj zdefiniował w 2000 roku urugwajski zoolog Enrique M. González na łamach Comunicaciones Zoologicas del Museo de Historia Natural de Montevideo. Na gatunek typowy González wyznaczył (oznaczenie monotypowe) juliomyszaka pstrołapego (J. pictipes). 

### Etymologia
Juliomys: dr. Julio Rafael Contreras Roque (1933–2017), argentyński biolog; gr. μυς mus, μυος muos ‘mysz’.

### Podział systematyczny
Do rodzaju należą następujące występujące współcześnie gatunki:
- Juliomys pictipes (Osgood, 1933) – juliomyszak pstrołapy
- Juliomys ossitenuis L.P. Costa, S.E. Pavan, Leite & Fagundes, 2007 – juliomyszak drobny
- Juliomys rimofrons J.A. Oliveira & Bonvicino, 2002 – juliomyszak bruzdogłowy
- Juliomys ximenezi Christoff, E.M. Vieira, L.R. Oliveira, J.W. Gonçalves, Valiati & Tomasi, 2016

Opisano również gatunek wymarły znany ze szczątków subfosylnych z czwartorzędu dzisiejszej Brazylii; jednak z braku cech wyraźnie odróżniających J. anoblepas od innych gatunków z obrębu rodzaju Juliomys, Pires i współpracownicy (2020) uważają J. anoblepas za takson wątpliwy i proponują traktowanie go jako nomen dubium:
- Juliomys anoblepas (Winge, 1888)